# Гилбърт Люис
Гилбърт Нютън Люис (на английски: Gilbert Newton Lewis) е американски физикохимик.

## Биография
Люис е роден на 23 октомври 1875 година в Уеймът, Масачузетс. Защитава докторат по химия в Харвардския университет под ръководството на Теодор Ричардс, след което специализира в Лайпцигския и Гьотингенския университет в Германия при Вилхелм Оствалд и Валтер Нернст. През следващите години преподава в Харвард и в Масачузетския технически институт, а от 1912 година – в Калифорнийския университет – Бъркли, където остава до края на кариерата си.
Гилбърт Люис умира на 23 март 1946 година в Бъркли.

## Научна дейност
Люис става известен с откриването на ковалентната връзка през 1916 година, с което за пръв път предлага теория за участието на електроните в атома в образуването на химични съединения. Други негови научни приноси са пречистването на тежка вода, строгото математическо формулиране на химическата термодинамика, теорията му за киселините и основите и експериментите му в областта на нефтохимията.
През 1926 година той въвежда в употреба термина „фотон“. Номиниран е 35 пъти за Нобелова награда, но така и не я получава.